# マックス・スティール (映画)
『マックス・スティール』（原題：Max Steel）は、2016年制作のアメリカ合衆国のSFアクション映画。
アメリカの世界的玩具メーカーマテルが1997年に発売したアクション・フィギュアシリーズ「マックス・スティール」の実写映画化。

## あらすじ
高校生のマックスは故郷の街に戻ってきたが、彼には幼い頃に父ジムが謎の事故死を遂げたという苦い思い出があった。
ある日、マックスの身体に異変が生じる。体から不思議なエネルギーが放出されるようになり、それは次第に大きくなって、ついには彼の手に負えないほどになっていった。
その時、彼の前にスティールと名乗るミステリアスな地球外生命体が現れ、マックスと一体化した。すると、マックスは驚異的なパワーを思い通りにコントロールできるスーパーヒーロー“マックス・スティール”に変身した。
戸惑いながらもヒーローとしての運命を受け入れたマックスは、父のパートナーだったマイルズ博士と共に、父の死の謎を解き明かすと共に邪悪な陰謀の真相に近づいていく。

## キャスト
※括弧内は日本語吹替
- マックス・マクグラス：ベン・ウィンチェル（英語版）（山本匠馬）
- モリー・マクグラス：マリア・ベロ（尾小平志津香）
- ソフィア・マルティネス：アナ・ビジャファーニェ（英語版）（相川奈都姫）
- スティールの声：ジョシュ・ブレナー（英語版）（真殿光昭）
- マイルズ・エドワーズ博士（英語版）：アンディ・ガルシア（世古陽丸）